# Марянув (гміна Хинув)
Марянув (пол. Marianów) — село в Польщі, у гміні Хинув Груєцького повіту Мазовецького воєводства.
Населення — 107 осіб (2011).
У 1975-1998 роках село належало до Радомського воєводства.

## Демографія
Демографічна структура станом на 31 березня 2011 року:
|          | Загалом | Допрацездатний вік | Працездатний вік | Постпрацездатний вік |
| -------- | ------- | ------------------ | ---------------- | -------------------- |
| Чоловіки | 52      | 18                 | 30               | 4                    |
| Жінки    | 55      | 7                  | 36               | 12                   |
| Разом    | 107     | 25                 | 66               | 16                   |